# Wolgatataren-Legioen

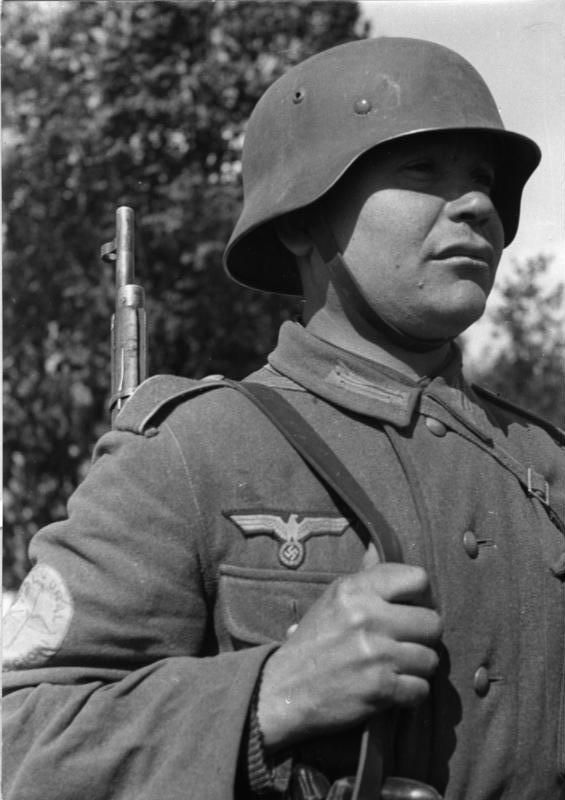
Een Wolgatataar in Duits uniform

Het Wolga Tataren Legioen, ook wel Idel-Ural Legioen, (Duits: Wolgatatarische Legion, Janalif: Idel-Ural Legionь, Russisch: Идел-Урал Легионы, Idel-Ural Legionij), was in de Tweede Wereldoorlog een vrijwillige eenheid van de Duitse Wehrmacht. Ze bestond voornamelijk uit Wolga-Tataren, maar tevens uit andere bevolkingsgroepen uit Idel-Oeral, zoals de Basjkieren en Tsjoevasjen.
Het legioen werd in 1942 opgericht en omvatte ongeveer 40.000 manschappen, verspreid over zeven bataljons met de nummers 825 tot en met 831. Op 23 februari 1943 liep in de buurt van Vitebsk het gehele bataljon 825 (ca. 900 personen) over naar de Sovjet-partizanen. 

## Samenstelling
- 825e Bataljon
- 826e Bataljon
- 827e Bataljon
- 828e Bataljon
- 829e Bataljon
- 830e Bataljon
- 831e Bataljon
- 832e Bataljon
- 833e Bataljon
- 834e Bataljon